# Kurt Albert (Industrieller)
Kurt Theodor Albert (* 29. März 1881 in Biebrich; † 19. März 1945) war ein deutscher Chemiker und Industrieller.

## Leben
Er war der Enkel des Oberförsters Konrad Albert (1792–1870) und dessen Frau Anna Katharina Ferg (1793–1866). Sein Vater war der Chemiker, Industrielle und Kommerzienrat Heinrich Albert und seine Mutter Antonie geborene Anthes (1854–1942).
Sein älterer Bruder Paul (1876–1903) war ein bekannter Radsportler, der 1903 tödlich bei einem Autounfall verunglückte. Auch sein zweitältester Bruder Ernst Albert (1877–1911), Nachfolger in der väterlichen Firma, kam bei einem Unfall beim Bergsteigen ums Leben. Dieser war seit 1907 verheiratet mit Katharina van Endert, geschiedene Daelen, spätere Katharina von Kardorff-Oheimb (1879–1962), deutsche Politikerin (DVP).

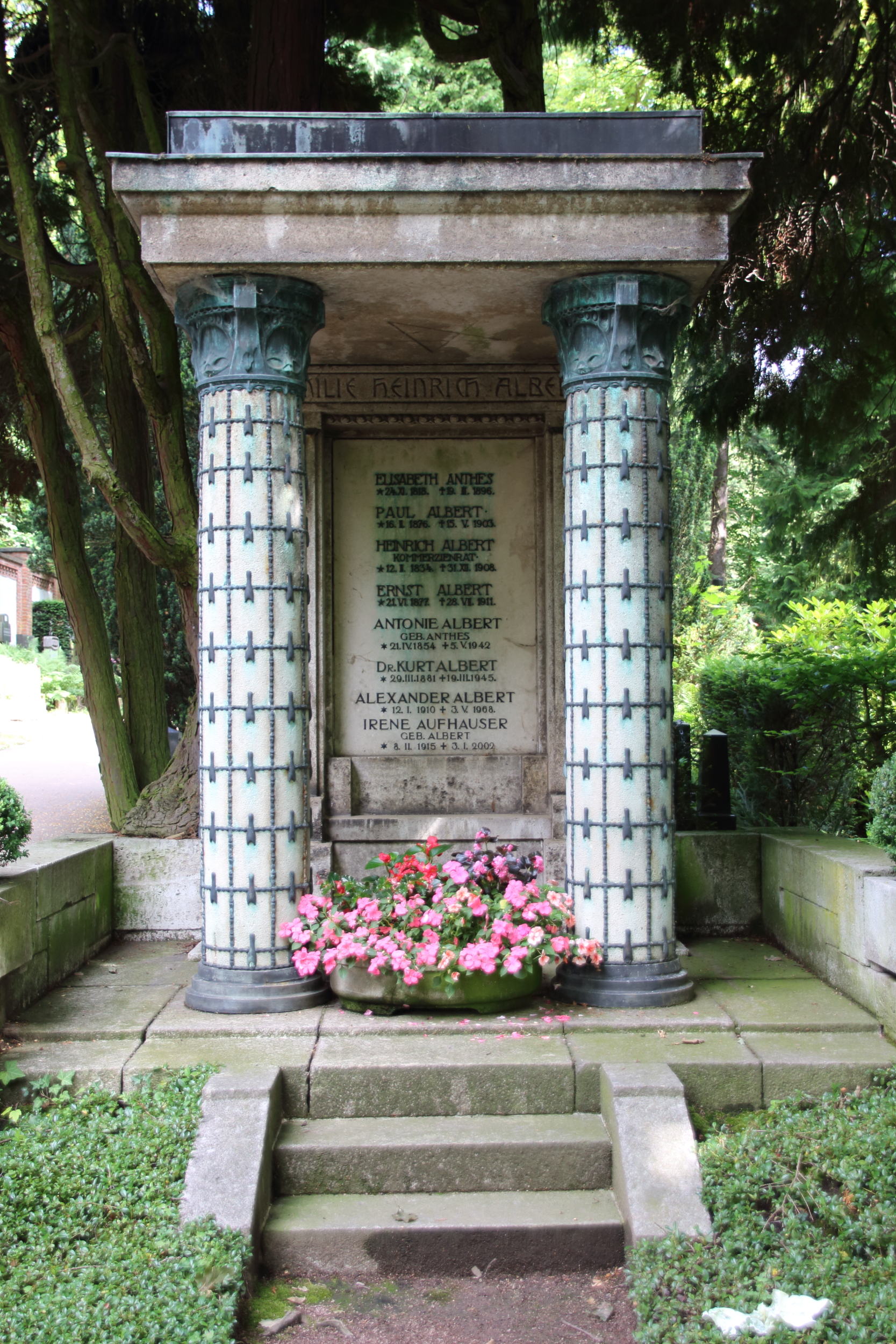
Grabmal von Kurt Albert auf dem Nordfriedhof in Wiesbaden

Kurt Albert besuchte das Realgymnasium in Wiesbaden und studierte. Nach der 1904 erfolgten Promotion zum Dr. phil. an der Universität Berlin unternahm er ausgedehnte Studienreisen nach Sibirien, Japan, China und Indien. Nach Hause zurückgekehrt, gründete er 1909 die Chemischen Fabriken Dr. Kurt Albert GmbH zur Produktion von Kunstharzen, 1910 die Dr. Kurt Albert Chemische Fabrik in Neuss und 1912 die Albert-Emulsionswerk GmbH in Mainz-Amöneburg zur Produktion. Von großer Bedeutung waren die dort hergestellten „Albertole“ für die Herstellung von Lacken in der Automobilindustrie. Er wurde nach dem Tod des Bruders Ernst Albert Vorsitzender des Aufsichtsrates der Chemischen Werke vormals H. & E. Albert, Mainz-Amöneburg und der Aktiengesellschaft für Zellstoff- und Papierfabrikation Aschaffenburg. Ferner war Kurt Albert Mitglied von Aufsichtsräten zahlreicher anderer Gesellschaften. Er lebte hauptsächlich in Berlin und starb kurz vor seinem 64. Geburtstag am Ende des Zweiten Weltkrieges.